# Wonokerso (Tembarak)
Wonokerso is een bestuurslaag in het regentschap Temanggung van de provincie Midden-Java, Indonesië. Wonokerso telt 2530 inwoners (volkstelling 2010).